# Peter Havlicek

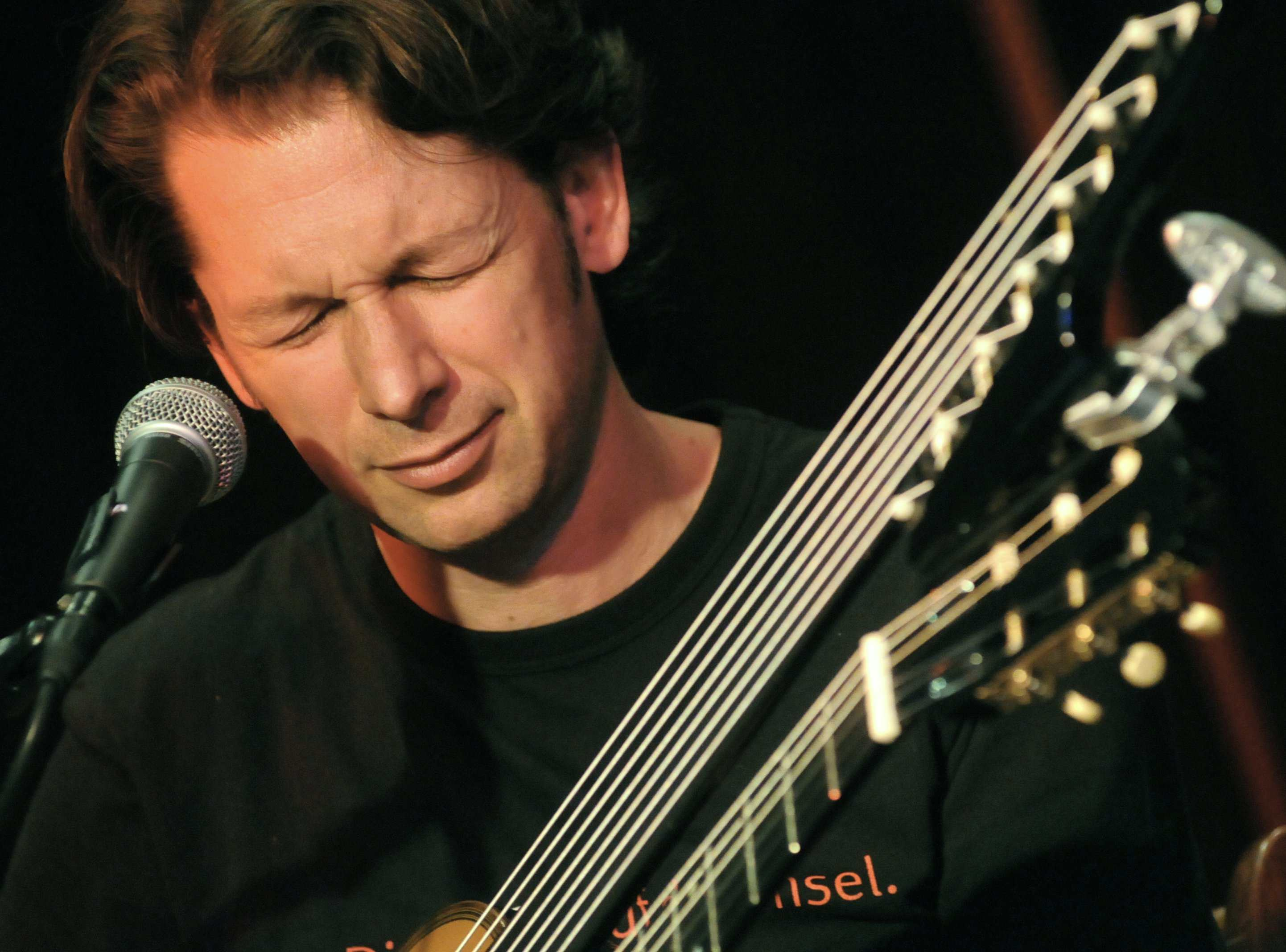
Peter Havlicek

Peter Havlicek (* 17. April 1963 in Wien) ist ein österreichischer Musiker (Kontragitarre, Jazzgitarre, Komposition, Gesang).

## Leben und Wirken
Havlicek studierte an der Universität für Musik und darstellende Kunst Graz klassische und Jazzgitarre bei Harry Pepl; 1991 erwarb er das künstlerische Diplom Jazzgitarre. Er widmet sich der Erneuerung der Wiener Musik sowie neuen Musikformen zwischen Klassik und Jazz. 1988 gründete er gemeinsam mit der Sängerin Traude Holzer das Duo Steinberg und Havlicek. 1994 war er Mitbegründer der Neuen Wiener Concert Schrammeln; 2000 war er Mitbegründer der Gruppe Des Ano; 2007 Duo Hodina - Havlicek; 2015 Kainrath - Havlicek; 2018 Trio  Hohenberger - Stickler - Havlicek sowie 2019 gründete er die Band Seavas Koarl.
Er spielte am Wiener Burgtheater, der Volksoper in Wien, dem Wiener Volkstheater, dem Theater in der Josefstadt, sowie u. a. mit Robert Meyer, Karl Heinz Hackl, André Heller, Michael Heltau, Karl Markovics, Wolfgang Böck, Hansi Lang, Ed Thigpen, Benny Bailey, Karl Hodina, Trude Mally, Karl Ferdinand Kratzl, Bodo Hell, Ernst Molden, Willi Resetarits, Cornelius Obonya und Erwin Steinhauer.
Seit 2022 moderiert er regelmäßig die Radiosendung "WienerliedKlassisch" auf Radio Klassik mit Gästen aus der Kulturszene. Er entwickelte die Formate "Schrammelmontag im Bockkeller", "Neue Halbwelten im Café
Prückel", "Musikalische Friedhofsgeschichten", sowie "Schrammel und die Jazz".
Er unterrichtet Kontragitarre an der Universität für Musik und darstellende Kunst Wien (mdw).

## Diskografie
Peter Havlicek
- Schrammel und die Jazz, 2013 non food factory

unter Mitwirkung von: Neue Wiener Concert Schrammeln, Karl Hodina, Steinberg und Havlicek, zwiefoch +, Agnes Palmisano, Roland Sulzer, Agnes Heginger, Andreas Schreiber, Trio Stippich - Havlicek, Michael Schober, Paul Skrepek jr.
- Neue Schätze - 25 Freunde spielen Lieder von Karl Hodina, 2020 non food factory

Mayer Tunkowitsch Havlicek
- Schrammel und die Jazz via Brasil, 2020 non food factory

Tini Kainrath - Peter Havlicek
- Wia a rode Rosn, 2021 nonfoodfactory

Claudia Rohnefeld - Peter Havlicek
- Schee fad! 2019 nonfoodfactory

Karl Hodina - Tini Kainrath - Peter Havlicek
- Geborgene Schätze, 2017 non food factory

Robert Kolar - Roland Sulzer - Peter Havlicek
- MACH DIR NIX DRAUS! 2016 non food factory

Johannes Dickbauer - Maria und Helmut Stippich - Peter Havlicek
- Vienna Folk, 2016 non food factory

Karl Hodina - Peter Havlicek
- Impressionen am Schafberg, 2015 non food factory

Steinberg und Havlicek
- steinberg und havlicek 1997 kos rec.
- unhamlich leicht 2000 non food factory
- HIMMEL UND HÖLL, 2002 non food factory
- Alles Gute, 2010 non food factory

Neue Wiener Concert Schrammeln
- Neue Wiener Concert Schrammeln 1997 kos rec.
- Vitamin Qu 1999 kos rec.
- Kronprinz Rudolf 2000 non food factory
- TANZ, 2001 Preiser Records
- Auf der Rennbahn, 2004 Preiser Records
- ZAMONA, 2007 non food factory
- KRONJUWELEN, 2012 non food factory
- ZWANZIG „...die Ursuppe des Neujahrskonzerts“, 2015 Col Legno Music
- Neue Wiener Concert Schrammeln LP, 2017 non food factory

Willi Resetarits & Neue Wiener Concert Schrammeln
- I häng an meiner Weanastadt, 2018 nonfoodfactory

Robert Meyer und die Neuen Wiener Concert Schrammeln
- Tannhäuser in 80 Minuten, 2008 Phoenix Edition (DVD)

Otto Brusatti und die Neuen Wiener Concert Schrammeln
- Der Herr Karl, 2008 Astormedia

DES ANO
- Rafnschdecha, 2001 Preiser Records
- paradies, 2002 Preiser Records
- kleiner mann, 2008 non food factory
- film noir, 2009 ORF

Agnes Palmisano, Roland Sulzer, Peter Havlicek
- Wienerley, 2003 Preiser Records
- WIENER HALBWELTEN, Hinter-, Unter- und Abgründe des Wiener Liedes, 2005 non food factory
- Die wahre Liebe, 2012 non food factory
- Wean Steam, 2015 non food factory

Zwiefoch+
- 3 für Weihnachten und eins für Silvester, 2006 non food factory

Palmina Waters
- wheels of time 2000 palmenreich prod.

Adi Hirschal & Wolfgang Böck
- Schwoazze Luft strizzihimmelfahrt, 2000 BMG Ariola

## Belege
1. ↑  Visitenkarte von Havlicek, Peter - mdwOnline - Universität für Musik und darstellende Kunst Wien. Abgerufen am 15. November 2021.
2. ↑  Besprechung (Bibliothek der Provinz)

| Personendaten    | Personendaten                          |
| ---------------- | -------------------------------------- |
| NAME             | Havlicek, Peter                        |
| KURZBESCHREIBUNG | österreichischer Musiker und Komponist |
| GEBURTSDATUM     | 17. April 1963                         |
| GEBURTSORT       | Wien                                   |